# 一條慎三郎
一條 慎三郎（いちじょう しんざぶろう、1870年 - 1945年）は、日本の音楽教育者。

## 来歴
信濃国松代城下に松代藩士の子として生まれる。東京音楽学校を中途退学し、音楽教師として立教学院や山形師範学校で教鞭を執る。伊沢修二の招聘により台湾に渡り、台湾総督府国民学校助教授のち、台北師範学校教授となる。爾来、台湾独自の唱歌の制作に励行し、「公学校唱歌集」の編纂にあたり、全46曲中15曲を作曲した。また台湾放送協会に台北放送局（JFAK）楽団を設立し、師範学校の学生合唱団を組織し、各地で演奏会を開催した。

## 主要作品
- 台湾警察歌（沢村専太郎作詞）[1]
- 台湾文化協会会歌（蔣渭水作詞）[2]
- 台北市民歌（山田勇作詞）
- 台北州歌（台北州選歌）
- 基隆市歌（加藤春城作詞）
- 台南高等工業学校（中国語版）校歌（西田正一作詞）[3]
- 台北第一師範学校校歌
- 台北第二中学校校歌
- 台北第一師範学校付属小学校旧校歌（松井実作詞）[4]
- 宜蘭小学校（中国語版）校歌
- 嘉義中学校校歌（三屋静作詞）[5]
- 六氏先生[6]
- 台湾の風景
- さああそびましょう
- なわとび